# 小行星列表/101-200
| 名稱                             | 臨時編號 | 發現日期       | 發現地點   | 發現者                            |
| -------------------------------- | -------- | -------------- | ---------- | --------------------------------- |
| 小行星101拐神星（Helena）        | —        | 1868年8月15日  | 安娜堡     | 詹姆斯·克雷格·沃森                |
| 小行星102圣女星（Miriam）        | —        | 1868年8月22日  | 克林顿     | 克里斯蒂安·亨利·弗里德里希·彼得斯 |
| 小行星103后神星（Hera）                | —        | 1868年9月7日   | 安娜堡     | 詹姆斯·克雷格·沃森                |
| 小行星104伴女星（Klymene）       | —        | 1868年9月13日  | 安娜堡     | 詹姆斯·克雷格·沃森                |
| 小行星105群女星（Artemis）       | —        | 1868年9月16日  | 安娜堡     | 詹姆斯·克雷格·沃森                |
| 小行星106坤神星（Dione）         | —        | 1868年10月10日 | 安娜堡     | 詹姆斯·克雷格·沃森                |
| 小行星107驶神星（Camilla）       | —        | 1868年11月17日 | 马德拉斯   | 普森                              |
| 小行星108犬后星（Hecuba）              | —        | 1869年4月2日   | 杜塞尔多夫 | 卡爾·特奧多爾·羅伯特·路德         |
| 小行星109祥神星（Felicitas）     | —        | 1869年10月9日  | 克林顿     | 克里斯蒂安·亨利·弗里德里希·彼得斯 |
| 小行星110吕女星（Lydia）         | —        | 1870年4月19日  | 马赛       | 阿方斯·路易·尼古拉斯·包瑞利       |
| 小行星111苟神星（Ate）           | —        | 1861年5月29日  | 克林顿     | 克里斯蒂安·亨利·弗里德里希·彼得斯 |
| 小行星112祭神星（Iphigenia）     | —        | 1870年9月19日  | 克林顿     | 克里斯蒂安·亨利·弗里德里希·彼得斯 |
| 小行星113羊神星（Amalthea）      | —        | 1871年3月12日  | 杜塞尔多夫 | 卡爾·特奧多爾·羅伯特·路德         |
| 小行星114见神星（Kassandra）     | —        | 1871年7月23日  | 克林顿     | 克里斯蒂安·亨利·弗里德里希·彼得斯 |
| 小行星115赛娜（Thyra）           | —        | 1871年8月6日   | 安娜堡     | 詹姆斯·克雷格·沃森                |
| 小行星116细女星（Sirona）        | —        | 1871年9月8日   | 克林顿     | 克里斯蒂安·亨利·弗里德里希·彼得斯 |
| 小行星117罗女星（Lomia）         | —        | 1871年9月12日  | 马赛       | 阿方斯·路易·尼古拉斯·包瑞利       |
| 小行星118信神星（Peitho）        | —        | 1872年3月15日  | 杜塞尔多夫 | 卡爾·特奧多爾·羅伯特·路德         |
| 小行星119怒后星（Althaea）             | —        | 1872年4月3日   | 安娜堡     | 詹姆斯·克雷格·沃森                |
| 小行星120量神星（Lachesis）      | —        | 1872年4月10日  | 马赛       | 阿方斯·路易·尼古拉斯·包瑞利       |
| 小行星121赫女星（Hermione）      | —        | 1872年5月12日  | 安娜堡     | 詹姆斯·克雷格·沃森                |
| 小行星122彩女星（Gerda）         | —        | 1872年7月31日  | 克林顿     | 克里斯蒂安·亨利·弗里德里希·彼得斯 |
| 小行星123忤女星（Brunhild）      | —        | 1872年7月31日  | 克林顿     | 克里斯蒂安·亨利·弗里德里希·彼得斯 |
| 小行星124忠后星（Alkeste）       | —        | 1872年8月23日  | 克林顿     | 克里斯蒂安·亨利·弗里德里希·彼得斯 |
| 小行星125解放者星（Liberatrix）  | —        | 1872年9月11日  | 巴黎       | 普羅斯柏·馬修·亨利                |
| 小行星126祭女星（Velleda）       | —        | 1872年11月5日  | 巴黎       | 保羅·皮耶·亨利                    |
| 小行星127圣约翰星（Johanna）     | —        | 1872年11月5日  | 巴黎       | 普羅斯柏·馬修·亨利                |
| 小行星128罚神星（Nemesis）       | —        | 1872年11月25日 | 安娜堡     | 詹姆斯·克雷格·沃森                |
| 小行星129悌女星（Antigone）      | —        | 1873年2月5日   | 克林顿     | 克里斯蒂安·亨利·弗里德里希·彼得斯 |
| 小行星130怂女星（Elektra）       | —        | 1873年2月17日  | 克林顿     | 克里斯蒂安·亨利·弗里德里希·彼得斯 |
| 小行星131宕怪星（Vala）          | —        | 1873年5月24日  | 克林顿     | 克里斯蒂安·亨利·弗里德里希·彼得斯 |
| 小行星132晴神星（Aethra）        | —        | 1873年6月13日  | 安娜堡     | 詹姆斯·克雷格·沃森                |
| 小行星133搏女星（Cyrene）        | —        | 1873年8月16日  | 安娜堡     | 詹姆斯·克雷格·沃森                |
| 小行星134司制星（Sophrosyne）    | —        | 1873年9月27日  | 杜塞尔多夫 | 卡爾·特奧多爾·羅伯特·路德         |
| 小行星135沃神星（Hertha）        | —        | 1874年2月18日  | 克林顿     | 克里斯蒂安·亨利·弗里德里希·彼得斯 |
| 小行星136奥地利星（Austria）     | —        | 1874年3月18日  | 普拉       | 約翰·帕利薩                       |
| 小行星137存女星（Meliboea）      | —        | 1874年4月21日  | 普拉       | 約翰·帕利薩                       |
| 小行星138图卢兹星（Tolosa）      | —        | 1874年5月19日  | 图卢兹     | 亨利·約瑟夫·安娜斯塔斯·普羅丁     |
| 小行星139瑞華星（Juewa）         | —        | 1874年10月10日 | 北京       | 詹姆斯·克雷格·沃森                |
| 小行星140西瓦星（Siwa）          | —        | 1874年10月13日 | 普拉       | 約翰·帕利薩                       |
| 小行星141流明星（Lumen）         | —        | 1875年1月13日  | 巴黎       | 保羅·皮耶·亨利                    |
| 小行星142波兰星（Polana）        | —        | 1875年1月28日  | 普拉       | 約翰·帕利薩                       |
| 小行星143亚德里亚海星（Adria）   | —        | 1875年2月23日  | 普拉       | 約翰·帕利薩                       |
| 小行星144旅神星（Vibilia）       | —        | 1875年6月3日   | 克林顿     | 克里斯蒂安·亨利·弗里德里希·彼得斯 |
| 小行星145导神星（Adeona）        | —        | 1875年6月3日   | 克林顿     | 克里斯蒂安·亨利·弗里德里希·彼得斯 |
| 小行星146娩神星（Lucina）        | —        | 1875年6月8日   | 马赛       | 阿方斯·路易·尼古拉斯·包瑞利       |
| 小行星147长女星（Protogeneia）   | —        | 1875年7月10日  | 维也纳     | 利波特·舒爾霍夫                   |
| 小行星148高卢星（Gallia）        | —        | 1875年8月7日   | 巴黎       | 普羅斯柏·馬修·亨利                |
| 小行星149蛇髮妖星（Medusa）              | —        | 1875年9月21日  | 图卢兹     | 亨利·約瑟夫·安娜斯塔斯·普羅丁     |
| 小行星150女娲星（Nuwa）          | —        | 1875年10月18日 | 安娜堡     | 詹姆斯·克雷格·沃森                |
| 小行星151裕神星（Abundantia）    | —        | 1875年11月1日  | 普拉       | 約翰·帕利薩                       |
| 小行星152禁女星（Atala）         | —        | 1875年11月2日  | 巴黎       | 保羅·皮耶·亨利                    |
| 小行星153希尔达星（Hilda）       | —        | 1875年11月2日  | 普拉       | 約翰·帕利薩                       |
| 小行星154司纺星（Bertha）        | —        | 1875年11月4日  | 巴黎       | 普羅斯柏·馬修·亨利                |
| 小行星155六头怪星（Scylla）      | —        | 1875年11月8日  | 普拉       | 約翰·帕利薩                       |
| 小行星156悍妇星（Xanthippe）     | —        | 1875年11月22日 | 普拉       | 約翰·帕利薩                       |
| 小行星157衫女星（Dejanira）      | —        | 1875年12月1日  | 马赛       | 阿方斯·路易·尼古拉斯·包瑞利       |
| 小行星158鸦女星（Koronis）       | —        | 1876年1月4日   | 柏林       | 維克托·克諾雷                     |
| 小行星159Aemilia                 | —        | 1876年1月26日  | 巴黎       | 保羅·皮耶·亨利                    |
| 小行星160仙后星（Una）           | —        | 1876年2月20日  | 克林顿     | 克里斯蒂安·亨利·弗里德里希·彼得斯 |
| 小行星161牛头神星（Athor）       | —        | 1876年4月19日  | 安娜堡     | 詹姆斯·克雷格·沃森                |
| 小行星162Laurentia               | —        | 1876年4月21日  | 巴黎       | 普羅斯柏·馬修·亨利                |
| 小行星163庶女星（Erigone）       | —        | 1876年4月26日  | 图卢兹     | 亨利·約瑟夫·安娜斯塔斯·普羅丁     |
| 小行星164夏娃星（Eva）           | —        | 1876年7月12日  | 巴黎       | 保羅·皮耶·亨利                    |
| 小行星165水妖星（Loreley）       | —        | 1876年8月9日   | 克林顿     | 克里斯蒂安·亨利·弗里德里希·彼得斯 |
| 小行星166赭女星（Rhodope）       | —        | 1876年8月15日  | 克林顿     | 克里斯蒂安·亨利·弗里德里希·彼得斯 |
| 小行星167昔神星（Urda）          | —        | 1876年8月28日  | 克林顿     | 克里斯蒂安·亨利·弗里德里希·彼得斯 |
| 小行星168知女星（Sibylla）       | —        | 1876年9月28日  | 安娜堡     | 詹姆斯·克雷格·沃森                |
| 小行星169竞神星（Zelia）         | —        | 1876年9月28日  | 巴黎       | 普羅斯柏·馬修·亨利                |
| 小行星170Maria                   | —        | 1877年1月10日  | 图卢兹     | 亨利·約瑟夫·安娜斯塔斯·普羅丁     |
| 小行星171奥菲丽亚星（Ophelia）   | —        | 1877年1月13日  | 马赛       | 阿方斯·路易·尼古拉斯·包瑞利       |
| 小行星172橡妇星（Baucis）        | —        | 1877年2月5日   | 马赛       | 阿方斯·路易·尼古拉斯·包瑞利       |
| 小行星173妒后星（Ino）                 | —        | 1877年8月1日   | 马赛       | 阿方斯·路易·尼古拉斯·包瑞利       |
| 小行星174刎女星（Phaedra）       | —        | 1877年9月2日   | 安娜堡     | 詹姆斯·克雷格·沃森                |
| 小行星175Andromache              | —        | 1877年10月1日  | 安娜堡     | 詹姆斯·克雷格·沃森                |
| 小行星176苹神星（Iduna）         | —        | 1877年10月14日 | 克林顿     | 克里斯蒂安·亨利·弗里德里希·彼得斯 |
| 小行星177Irma                    | —        | 1877年11月5日  | 巴黎       | 保羅·皮耶·亨利                    |
| 小行星178Belisana                | —        | 1877年11月6日  | 普拉       | 約翰·帕利薩                       |
| 小行星179戕后星（Klytaemnestra） | —        | 1877年11月11日 | 安娜堡     | 詹姆斯·克雷格·沃森                |
| 小行星180加伦河星（Garumna）     | —        | 1878年1月29日  | 图卢兹     | 亨利·約瑟夫·安娜斯塔斯·普羅丁     |
| 小行星181诀女星（Eucharis）      | —        | 1878年2月2日   | 马赛       | 帕布羅·克泰諾特                   |
| 小行星182Elsa                    | —        | 1878年2月7日   | 普拉       | 約翰·帕利薩                       |
| 小行星183伊斯的利亚星（Istria）  | —        | 1878年2月8日   | 普拉       | 約翰·帕利薩                       |
| 小行星184赐女星（Dejopeja）      | —        | 1878年2月28日  | 普拉       | 約翰·帕利薩                       |
| 小行星185Eunike                  | —        | 1878年3月1日   | 克林顿     | 克里斯蒂安·亨利·弗里德里希·彼得斯 |
| 小行星186Celuta                  | —        | 1878年4月6日   | 巴黎       | 普羅斯柏·馬修·亨利                |
| 小行星187Lamberta                | —        | 1878年4月11日  | 马赛       | 耶羅姆·尤金·科吉亞                |
| 小行星188彗女星（Menippe）       | —        | 1878年6月18日  | 克林顿     | 克里斯蒂安·亨利·弗里德里希·彼得斯 |
| 小行星189Phthia                  | —        | 1878年9月9日   | 克林顿     | 克里斯蒂安·亨利·弗里德里希·彼得斯 |
| 小行星190怯女星（Ismene）        | —        | 1878年9月22日  | 克林顿     | 克里斯蒂安·亨利·弗里德里希·彼得斯 |
| 小行星191浪神星（Kolga）         | —        | 1878年9月30日  | 克林顿     | 克里斯蒂安·亨利·弗里德里希·彼得斯 |
| 小行星192瑙女星（Nausikaa）      | —        | 1879年2月17日  | 普拉       | 約翰·帕利薩                       |
| 小行星193Ambrosia                | —        | 1879年2月28日  | 马赛       | 耶羅姆·尤金·科吉亞                |
| 小行星194燕女星（Prokne）        | —        | 1879年3月21日  | 克林顿     | 克里斯蒂安·亨利·弗里德里希·彼得斯 |
| 小行星195乳妇星（Eurykleia）     | —        | 1879年4月19日  | 普拉       | 約翰·帕利薩                       |
| 小行星196莺女星（Philomela）     | —        | 1879年5月14日  | 克林顿     | 克里斯蒂安·亨利·弗里德里希·彼得斯 |
| 小行星197阿雷特星（Arete）       | —        | 1879年5月21日  | 普拉       | 約翰·帕利薩                       |
| 小行星198葡神星（Ampella）       | —        | 1879年6月13日  | 马赛       | 阿方斯·路易·尼古拉斯·包瑞利       |
| 小行星199涌女星（Byblis）        | —        | 1879年7月9日   | 克林顿     | 克里斯蒂安·亨利·弗里德里希·彼得斯 |
| 小行星200司力星（Dynamene）      | —        | 1879年7月27日  | 克林顿     | 克里斯蒂安·亨利·弗里德里希·彼得斯 |

| 上一頁： 1-100 | 小行星列表 101-200 | 下一頁： 201-300 |

1. ↑  . 天文学名词网.   [2020-10-03].
2. ↑  . 天文学名词网.   [2020-10-03].
3. ↑  . 天文学名词网.   [2020-10-03].
4. ↑  . 天文学名词网.   [2020-10-03].
5. ↑  . 天文学名词网.   [2020-10-03].
6. ↑  . 天文学名词网.   [2020-10-03].
7. ↑  . 天文学名词网.   [2020-10-03].
8. ↑  . 天文学名词网.   [2020-10-03].
9. ↑  . 天文学名词网.   [2020-10-03].
10. ↑  . 天文学名词网.   [2020-10-03].
11. ↑  . 天文学名词网.   [2020-10-03].
12. ↑  . 天文学名词网.   [2020-10-03].
13. ↑  . 天文学名词网.   [2020-10-03].
14. ↑  . 天文学名词网.   [2020-10-03].
15. ↑  . 天文学名词网.   [2020-10-03].
16. ↑  . 天文学名词网.   [2020-10-03].
17. ↑  . 天文学名词网.   [2020-10-03].